# Kyle Taylor
Kyle Taylor (28 d'agost de 1999) és un futbolista professional anglès que juga de centrecampista per l'Exeter City.